# Listă de istorici

## Istorici antici
- Appian, istoria romană
- Dio Cassius, istoria romană
- Herodian, istoria romană
- Zosimus, istoria romană timpurie
- Fa-Hien, istoric si călugar budist chinez, autor al O Reamintire a regatelor budiste: Fiind un contabil al călătoriilor călugărului chinez Fa-Hein în India și Ceylon (399–414), În căutarea cărților budiste ale  Disciplinei.
- Gaius Acilius, istoria romană
- Lucius Ampelius, istoria romană
- Herodotus, (485–c. 420 BC), Halicarnassian (Persia), "Părintele istoriei"
- Thucydides, (460–c. 400 BC), Războiul peloponesiac
- Xenophon, (431–c. 360 BC), cavaler atenian și student al lui Socrates
- Berossus, (secolul4 BC), istoric babilonian
- Timaeus din Tauromenium, (c. 345–c. 250 BC), istoria greacă
- Polybius, (203–c. 120 BC), istoria timpurie romană (scrisă în greacă)
- Iulius Caesar, (100–c. 44 BC), Războiul galic și cel civil
- Flavius Josephus, (37–100), Istoria Evreilor
- Kalhana
- Sima Qian, (c. 140 BC),istoria Chinei
- Titus Livius, (c. 59 BC–AD 17), istoria romană
- Cremutius Cordus
- Salustiu, (86–34 BC)
- Plutarch, (c. 46–120)
- Gaius Cornelius Tacitus, (c. 56–c. 120), Imperiul Roman timpuriu
- Suetonius, (75–160), Împăratii romani până la dinastia lui Flavian
- Thallus, istoria romană
- Priscus, istoria bizantină, secolul al V-lea
- Eusebiu de Cezareea, (c. 275-339) istoria creștină
- Ammianus Marcellinus, (c. 325–c. 391)
- Arrian, istoria greacă
- Sozomenos
- Quintus Fabius Pictor, istoria romană
- Dionysius din Halicarnassus, Istoria romană
- Ban Gu (Dinastia Han)

## Istorici/cronicari medievali
- Shen Yue (441-513), istoric chinez al dinastiei Song
- Iordanes (secolul al VI-lea), cronicar got
- Procopius (d. cca. 565), cronicar bizantin
- Gregorius din Tours, (538–594), cronicar franc
- Secundus de Trento (d. cca. 612), istoric longobard
- Beda Venerabilul (cca. 672–735), cronicar anglo-saxon
- Adamnan 625-704, istoric irlandez
- Nennius (secolul al IX-lea), cronicar galez
- Paul Diaconul (cca. 720-probabil 799), cronicar longobard
- Eginhard, (775-840), cronicar franc
- Tabari (838-923), istoric persan
- Ibn Rustah (d. 903), călător și istoric persan
- Asser, episcop de Sherborne (d. 908/909), călugăr anglo-saxon
- Notker (cca. 840-912), cronicar franc
- Erchempert (sfârșitul secolului al IX-lea, istoric longobard de la Montecassino
- Andrei de Bergamo (sfârșitul secolului al IX-lea), cronicar franco-longobard
- Regino din Prüm (d. 915)
- Liutprand din Cremona (cca. 922-972), cronicar italian, în serviciul Imperiului
- Widukind de Corvey (925-după 973), cronicar saxon
- Albert de Metz (d. 1024), călugăr benedictin, cronicar francez
- Al-Biruni (973-1048), istoric persan
- Raul Glaber (985-1047, cronicar francez
- Ademar de Chabannes (cca. 988-1034), cronicar francez
- Thietmar din Merseburg, cronicar german
- Nestor, cronicar rus
- Mihail Psellos (1018–c. 1078), cronicar bizantin
- Sima Guang (1019–1086), istoriograf și politician
- Marianus Scotus (1028–1082/1083), cronicar irlandez
- Guillaume de Jumièges (fl. 1066), cronicar normand
- Guglielmo de Apulia (sfârșitul secolul al XI-lea, cronicar italo-normand
- Lupus Protospatarul (d. după 1102), cronicar italian
- Leon de Ostia (1046-1115 sau 1117), cronicar italian
- Amato de Montecassino (fl. cca. 1080), cronicar italo-normand
- Baldric de Dol (c. 1050-1130), episcop de Bourgeuil, cronicar francez
- Robert Călugărul (secolul al XI-lea-secolul al XII-lea), cronicar cruciat
- Goffredo Malaterra (secolul al XI-lea-secolul al XII-lea), cronicar italo-normand
- Raimond de Aguilers, cronicar provensal, cruciat
- Pierre Tudebode, cronicar francez, cruciat
- Guibert din Nogent (1053–1124)
- Ekkehard de Aura (d. 1126), călugăr benedictin, cruciat
- Foucher de Chartres (cca. 1059-după 1127, cronicar francez, cruciat
- Raoul de Caen (înainte de 1079-după 1130), cronicar francez, cruciat
- Caffaro di Rustico da Caschifellone (cca. 1080-cca. 1164), cronicar genovez
- Albert de Aachen (n. cca. 1100), cronicar german, cruciat
- Romuald de Salerno (între 1110 și 1120-1181-1182), arhiepiscop de Salerno, cronicar italo-longobard
- Florence din Worcester (d. 1118), cronicar englez
- Eadmer (c. 1066–c. 1124), cronicar englez
- Orderic Vitalis (1075-cca. 1142), cronicar englez
- Symeon din Durham (d. după 1129), cronicar englez
- Galbert de Bruges (d. 1134), cronicar flamand
- William din Malmesbury (c. 1080–c. 1143), cronicar englez
- Alexandru din Telese (d. după 1143), cronicar italian
- Anna Comnena (1083–după 1148), cronicar bizantin
- Usamah ibn Munqidh (1095–1188)
- Geoffrey of Monmouth (c. 1100-după 1155), cronicar anglo-normand
- Eudes de Deuil (1110-1162), istoric francez, cruciat
- Otto de Freising (cca. 1114-1158), cronicar german
- Hugo Falcandus (d. după 1169), cronicar italo-normand
- Ragewin (d. între 1170 și 1177), cronicar german
- Adam din Bremen (înainte de 1050-cca. 1085), istoric german, stabilit în Scandinavia
- Saxo Grammaticus (secolul al XII-lea), cronicar danez
- Svend Aagesen (secolul al XII-lea), cronicar danez
- Valter Cancelarul (secolul al XII-lea, cruciat franco-normand
- Alured din Beverley (secolul al XII-lea), cronicar englez
- Petru Diaconul (secolul al XII-lea), cronicar la abația Montecassino)
- Falco de Benevento (secolul al XII-lea, istoric italian
- Guillaume de Tyr (cca. 1128–1186), cronicar cruciat
- William din Newburgh (1135–1198), istoric englez numit "părintele criticismului istoric"
- John din Worcester (fl. 1150s), cronicar englez
- Giraldus Cambrensis (cca. 1146–c. 1223), cronicar galez
- Gislebert de Mons (cca. 1150-1225, cronicar flamand
- Gunther de Pairis (cca. 1150-cca. 1220), cronicar german
- Sicard de Cremona (1155-1215, istoric italian
- Gervasius de Tilbury (1155-1234), cronicar englez
- Lambert de Ardres (cca. 1160-după 1203), cronicar francez
- Geoffroi de Villehardouin, (cca. 1160–1212), cronicar francez (Champagne), cruciat
- Wincenty Kadlubek (1161-1223), istoric polonez
- Ambroise (secolul al XII-lea), cronicar cruciat din Normandia
- Robert de Clari, secolul al XII-lea-secolul al XIII-lea, cronicar francez (Picardia), cruciat
- Ambrozie poetul (fl. 1190s)
- Nicetas Choniates (d. cca. 1220), cronicar și om de stat bizantin
- Albericus Trium Fontanum (d. cca 1252), călugăr cistercian
- Matthew Paris (cca. 1200-1259), cronicar englez
- Salimbene di Adam (1221–cca. 1290), cronicar italian
- Jean de Joinville (1224–1319), cronicar francez, cruciat
- Ata al-Mulk Juvayni (1226-1283), istoric persan
- Georgios Akropolites (secolul al XIII-lea), cronicar bizantin
- Rashid al-Din (1247–1317), istoric persan
- Dino Compagni (1255-1324), cronicar italian (florentin)
- Abu al-Fida (1273 — 1331), istoric și geograf arab
- Abdullah Wassaf secolul al XIII-lea, istoric persan
- Simon de Keza secolul al XIII-lea, cronicar maghiar
- Ibn Khaldun (1332–1406), istoric arab
- Piers Langtoft (d. cca. 1307), cronicar englez
- Andrea Dandolo (1310-1354), doge, cronicar venețian
- Jean Froissart (cca. 1337–cca. 1405), cronicar francez
- Dietrich din Nieheim (cca. 1345–1418), istoric german
- Fernão Lopes (1380-1459), cronicar portughez
- Alphonsus A Sancta Maria (1396–1456), istoric spaniol
- Johannes Longinus, istoric și cronicar polonez
- Philippe de Commines (1447-1511), istoric francez
- Sharaf ad-Din Ali Yazdi d. 1454, istoric persan
- John Capgrave (1393–1464), istoric englez
- Christine de Pizan (cca. 1365–cca. 1430), istoric, poet, filosof
- Jan Długosz (1415-1480, cronicar polon
- Robert Fabyan (d. 1513), cronicar englez
- Albert Krantz (cca. 1450–1517), istoric german
- Polydore Vergil (cca. 1470–1555), istoric italian
- Sigismund von Herberstein (1486-1566), istoric german din Carniola
- João de Barros (1496–1570), istoric portughez
- Raphael Holinshed (1529-cca. 1580), cronicar englez
- Josias Simmler (1530–1576), geograf elvețian
- Paolo Paruta (1540–1598), istoric venețian
- Caesar Baronius (1538–1607), istoric italian
- Abd al-Qadir Bada'uni (1540-1615), istoric indo-persan
- John Hayward (cca. 1564–1627), istoric englez

## Istorici moderni timpurii (1600–1900)
- Michael O'Clery, istoric irlandez, c.1590-1643.
- Cu Choigriche O Cleirigh, istoric irlandez , 1627-1636
- Fearfeasa O Maoilchonaire, istoric irlandez, 1627-1636
- Peregrine O'Duignan, istoric irlandez, 1627-1636
- Jean Mabillon (1632-1707) : istoric ecleziastic francez
- Seathrún Céitinn/Geoffrey Keating, m.1643, istoric irlandez
- Dubhaltach MacFhirbhisigh, 1643-1671, istoric irlandez, analist, genealogist.
- Daibhidh O Duibhghennain, istoric irlandez, 1651-1696/1706.
- Charles du Fresne, sieur du Cange (1610–1688), istoric și filolog medieval și bizantinist
- Ruaidhri O Flaithbheartaigh, istoric irlandez, 1629-1716/1718.
- Louis-Sébastien Le Nain de Tillemont (1637–1698), istoric ecleziastic
- Laurence Echard (c.1670–1730), Anglia
- Ludovico Antonio Muratori (1672–1750), Italia
- Vasily Tatishchev (1686-1750), primul istoric al Rusiei moderne
- Archibald Bower (1686–1766), istoric neproporționat și inexact
- Johann Lorenz Von Mosheim (1694–1755), istoric luteran
- Voltaire (1694–1778), istoric și filozof francez
- Edward Hasted, Kent
- Mikhail Shcherbatov (1733-1790), istoric rus
- Edward Gibbon (1737–1794), Imperiul roman și bizantin
- Chang Hsüeh-ch'eng (1738–1801), istoric chinez, istorii locale și eseuri despre istoriografie
- Johannes von Müller (1752–1809)
- Anton Tomaz Linhart (1756–1795)
- Nikolai Karamzin (1766-1826), Imperiul Rus
- John Lingard (1771–1851), istoric englez
- Piers Mackesy (1775–1890), istoria militară britanică și americană
- Teimuraz Bagrationi (1782–1846), istoria Georgiei și a Caucazului
- John Colin Dunlop (c. 1785–1842)
- François Guizot (1787–1874), istoric francez al istoriei franceze generale, istoria engleză
- George Grote (1794–1871), Grecia clasică
- Leopold von Ranke (1795–1886), istoric german
- François Mignet (1796–1884), istoric francez care s-a ocupat de Revoluția franceză și de evul mediu
- William H. Prescott (1796–1859), istoric american al Spaniei, Mexicului, Peru
- Charles Upson Clark, a lucrat pe istoria Europei de Est
- Adolphe Thiers (1797–1877), istoric francez al Revoluției Franceze și al Imperiului Napoleonian
- Jules Michelet (1798–1874), francez
- George Finlay (1799–1875), Grecia
- Thomas Macaulay (1800–1859), Britanic și Roman
- George Bancroft (1800-1891), Statele unite
- Ludwig von Köchel (1800–1877), scriitor, compozitor, botanist, istoric al muzicii
- Alexis de Tocqueville (1805–1859) istoric francez, a scris Vechiul Regim și Revoluția franceză , Democrația în America.
- Alexander William Kinglake (1809–1891), lucrări despre Războiul Crimeei
- Edward Shepherd Creasy (1812–1878), Istoria militară
- Timofey Granovsky (1813-1855), Istoria Germaniei medievale
- Grace Aguilar (1816–1847), Istoria evreilor
- Nikolai Kostomarov (1817–1885), istoria rusă și ucraineană
- Theodor Mommsen (1817–1903), Imperiul Roman
- Jacob Burckhardt (1818–1897), istoria artei, istoria Europei, Civilizația și Renașterea în Italia .
- Zacharias Topelius (1818–1898)
- Konstantin Kavelin (1818-1885), istoria legilor rusești
- Serghei Soloviov (1820–1879), istoric rus
- Auguste Himly (1823–1906), istoric francez
- Antonio Cánovas del Castillo (1828–1897), istoric spaniol
- Boris Chicherin (1828-1904), istoria legilor rusești
- Numa Denis Fustel de Coulanges (1830–1889), antichitate, Franța
- Justin Winsor (1831–1897), editor al Istoriei critice și narate a Americii, (8 vol., 1884-1889)
- Dmitri Ilovaiski (1832-1920), istoria rușilor
- Heinrich von Treitschke (1834–1896)
- Henry Adams (1838–1918), Democrația: Un roman american
- Alfred Thayer Mahan (1840–1914), Istoria navală
- Vasili Kliucevski (1841–1911),  Istoria rușilor
- Nikodim Kondakov (1844-1925), arta bizantină
- Frederic William Maitland (1850–1906), istoria legală
- Simon Rutar (1851–1903)
- Arnold Toynbee (1852–1883), istoric britanic
- Paul Vinogradoff (1854–1925), istoric al Imperiului roman târziu
- Faddei Zielinski (1859-1944), Grecia antică
- Sergey Platonov (1860-1933), Oprichnina și Timpul necazurilor
- Henri Pirenne (1862–1935),  istoria medievală europeană și belgiană
- Wilhelm Barthold (1869-1930), studii musulmane, turcologie
- Ivane Javahișvili (1876-1940), istoric georgian
- Mikheil Tsereteli (1878-1965), istoric georgian
- Hegel, filosof al istoriei

## Istorici moderni (după 1900)

### A
- Irving Abella, istoric și autor canadian
- Robert G. Albion, istorie maritimă
- Gar Alperovitz, istoric american, a scris Diplomația atomică: Hiroshima & Potsdam
- Stephen Ambrose, (1936–2002), istoric american, istoria Americii
- Charles McLean Andrews, (1863–1943), istoric american, istoria colonială a Americii
- Joyce Appleby, Anglia secolului al XVII-lea și al XVIII-lea, Franța, și istoria Statelor Unite
- Herbert Aptheker, (1915–2003), istoria afro-americană și revoltele sclavilor
- Philippe Aries, istoric francez, istoria medievală în Europa
- Leonard J. Arrington (1917–1999), istoric mormon
- Mihail Artamonov (1898-1972), descoperitorul studiilor lui Khazar
- Jonathan Atkins, istoric american, războiul pre-civil în istoria Americii
- Zurab Avalishvili, (1876-1944), istoria Georgiei și a Caucazului

### B
- Yehuda Bauer, Holocaustul.
- Jacques Barzun, (născut 1907), istoria culturală
- Hanna Batatu, Istoric palestinian, Istoria Irakului modern.
- Charles Bean, (1879–1968), Australia în Primul Război Mondial
- Charles A. Beard, (1874–1948), istoric american, O interpretare economică a Constituției Statelor Unite
- Mary Ritter Beard, (1876-1958), istoric american și soția lui  Charles A. Beard
- Charles Bergquist, istoric al Americii, al Americii Latine și al istoriei muncitorești
- Isaiah Berlin, (1909–1997), Istoria ideilor
- Michael Beschloss, (born 1955) Istoria Statelor Unite ale Americii
- Nicholas Bethell, Istoria Uniunii Sovietice
- David Blackbourn.
- Geoffrey Blainey, Istoria Australiei
- Marc Bloch (1886–1944), Franța medievală
- Johann Böhm (1929), istoric, a scris despre minoritatea germană din România în perioada nazismului
- Daniel J. Boorstin (1914–2004), istorie intelectuală, istoria Americii
- John Boswell, (1947–1994), istorie medievală și a minorităților sexuale
- Paul Boyer, istoric american , autor al lucrării By the Bomb's Early Light.
- Karl Dietrich Bracher (1922-), istoric al Germaniei moderne
- William Brandon (1914–2002), istoric al Americii Occidentale și al băștinașilor din America
- Fernand Braudel.
- Gheorghe Brătianu
- Louis Bréhier
- Robin Briggs.
- Martin Broszat (1926-1989), istoria Germaniei naziste
- Miland Brown, istoric american care administrează World History Blog Arhivat în 28 decembrie 2005, la Wayback Machine..
- Peter Brown.
- Christopher Browning, istoria Holocaustului.
- Alan Bullock, (1914–2004).
- Peter Burke.
- J. B. Bury, classical history.*John Hill Burton, (1809–1881), istoric scoțian.
- Jeffrey Burton Russell.
- Herbert Butterfield, autor al lucrării The Whig Version of History.

### C
- Angus Calder, istoric britanic
- Otto Maria Carpeaux, (1900–1978), istoric al literaturii
- E. H. Carr, (1892–1982), sovietolog
- Lionel Casson.
- Boris Celovsky, relațiile ceho-germane
- M. Chahin, istoria armenilor
- Howard I. Chapelle, istorie maritimă
- Maher Charif, istoric palestinian specializat în istoria intelectuală și mișcarea politică arabă modernă
- Iris Chang (1968-2004), despre chinezi în crimele de război americane și japoneze
- Rev. Professor Alexander Campbell Cheyne, istoric ecleziastic scoțian
- Winston Churchill (1874-1965), om politic, memorialist, istoric militar
- Robert Conquest, (born 1917), Rusia, Uniunea Sovietică
- Gordon A. Craig (1913-), istoria Germaniei, istorie a diplomației
- Dan Cruickshank, istorie britanică și a arhitecturii, prezentator TV

### D-E
- Robert Dallek, istoric american, autor al lucrărilor Franklin D. Roosevelt and American Foreign Policy, 1932-1945 și Lone Star Rising: Lyndon Johnson and His Times, 1908-1960, profesor la UCLA.
- Vahakn N. Dadrian, genocidul armenilor
- David B. Danbom.
- Saul David, istorie militară
- John Davies.
- Norman Davies, istorie polonă și britanică
- Vernon E. Davis, istoric american, autor al lucrării The Long Road Home: U.S. Prisoner of War Policy and Planning in Southeast Asia.
- Graeme Davison, istoric social australian
- Renzo De Felice, istoric italian al fascismului
- Esther Delisle (b. 1954), istoric și autor franco-canadian
- Isaac Deutscher, (1907–1967), istoric britanic și memorialist al vieții politice (Lenin, Troțky și Stalin)
- T.M. Devine, istoric scoțian, autor al lucrării The Scottish Nation: A History, 1700-2000.
- Igor M. Diakonov (1914), istoric al Orientului antic
- Charles Diehl, bizantinist francez
- Robert Divine, istoric al diplomației
- David Herbert Donald
- John W. Dower, istoric american, autor al lucrării War Without Mercy: Race and Power in the Pacific War.
- Georges Duby, (1924–1996), medievist
- Eamon Duffy, istoric al religiilor, secolele al XV-lea-al XVII-lea
- Trevor Dupuy.
- Will Durant, autor al seriei Story of Civilization
- Geoff Eley.
- John Elliott, (născut 1941), Spania în perioada modernă timpurie
- Geoffrey Elton, Anglia Tudorilor
- Peter Englund, (born 1957), istoric suedez
- Richard J. Evans, istorie socială germană
- Alf Evers, (1905-2004), istoric american.

### F
- Ronan Fanning, Istoric irlandez.
- Brian Farrell, (născut 1929).
- Lucien Febvre, (1878–1956), istoric francez
- Niall Ferguson, istoric britanic
- Marc Ferro, istoric francez
- Joachim Fest, (born 1926), istoria Germaniei.
- Orlando Figes, (born 1957) istoria Rusiei.
- David Hackett Fischer, istoric american al economiei, autor al lucrării The Great Wave: Price Revolutions and the Rhythm of History
- Fritz Fischer, istoric german
- Frances Fitzgerald, istoric și jurnalist american, autor al lucrării Fire in the Lake: The Vietnamese and Americans in Vietnam.
- Robert Fogel, istoric american al economiei
- Eric Foner
- Shelby Foote (1916–2005), Războiul civil american
- Michel Foucault, (1926–1984), istoric francez al ideilor, filosof
- Elizabeth Fox-Genosvse, istorie culturală și socială, istorie a femeilor și istoria Sudului
- Walter Frank, (1905–1945), istoric nazist și scriitor antisemit
- H. Bruce Franklin, istoric american al Războiului din Vietnam, a scris M.I.A. or Mythmaking in America.
- Antonia Fraser, istoria Angliei.
- Saul Friedlander, istoria Holocaustului.
- Karl Friday, Heian Period, japonez, arta militară a Japoniei pre-moderne
- Sheppard Frere
- David Fromkin
- Bruno Fuligni
- Francis Fukuyama, (născut 1955).
- François Furet, istoric francez

### G
- John Lewis Gaddis, istoric al diplomației
- François-Louis Ganshof, medievist
- Lloyd Gardner, istoric al diplomației
- Franklin Garrett, istoric al Atlantei
- Peter Gay, psihoistorie
- Eugene Genovese (1930-), istoric al Sudului
- Pieter Geyl, istoric olandez
- Martin Gilbert
- Carlo Ginzburg, precursor al microistoriei
- Carol Gluck, istoric american, autor al lucrării Japan's Modern Myths: Ideology in the Late Meiji Period.
- Andrew Gordon, istoric naval
- Bogo Grafenauer (1916–1995), medievist sloven
- Peter Green, istoric al Antichității
- Lionel Groulx, (1878–1967), preot, istoric
- Rene Grousset, a scris istorii ale Asiei Centrale și ale Orientului Apropiat
- Ranajit Guha, istoric al Indiei și al criticii istoriografice
- Lev Gumilyov, (1912–1992), istoric rus.
- John Guy, specialist de seamă al istoriei Tudorilor

### H-I
- Irfan Habib
- Victor Davis Hanson, istorie militară antică
- Mariana Hausleitner, istoric german, scrie despre România în perioada regimului antonescian.
- Charles H. Haskins, primul medievist american
- Denys Hay, (1915–1994), Europa medievală și renascentistă
- Jeffrey Herf, istoria Germaniei și a Europei
- Arthur Herman, istorie americană și britanică
- Raul Hilberg, istoria Holocaustului
- Klaus Hildebrand, istoria Germaniei în secolele al XIX-lea și al XX-lea
- Christopher Hill, (1912–2003), Anglia secolului al XVII-lea
- Andreas Hillgruber, istoria Germaniei în secolul al XX-lea
- Gertrude Himmelfarb (1924-), istoria britanică intelectuală, socială și culturală în secolul al XIX-lea
- Eric Hobsbawm, (născut 1917), istoric britanic, istorie muncitorească
- Richard Hofstadter, (1916–1970), istoric politic al Americii, istoric intelectual, autor al lucrărilor The American Political Tradition: And the Men Who Made It, The Age of Reform și Anti-Intellectualism in American Life
- Richard Holmes.
- Albert Hourani, istoria Orientului Mijlociu
- Daniel Horowitz, istoria intelectuală a Statelor Unite, istoria culturii de consum
- Helen Lefkowitz Horowitz, istoria femeilor, a sexualității și a universităților
- Alistair Horne, istoric al Franței moderne
- Michael Howard
- Huang Sen-fan,(1899-1982) istoric și antropolog chineză.
- Johan Huizinga, istoric olandez, autor al lucrării Waning of the Middle Ages.
- Tristram Hunt, (născut 1974)
- Michael Ignatieff, (născut 1947), autor al lucrării Virtual War: Kosovo and Beyond
- Eiko Ikegami, istoric japonez
- Nicolae Iorga
- David John Cawdell Irving, istoric britanic, (născut 1938)
- Jonathan Israel, istoric britanic
- Herbert Adams Gibbons

### J-K
- Eberhard Jäckel, istoria Germaniei
- Nikoloz Janashia, (1931-1982), istoria Georgiei și a Caucazului
- Simon Janashia, (1900-1947), istoria Georgiei și a Caucazului
- Pawel Jasienica, (1909–1970), istoric polon, istoria Poloniei
- Marius Jensen, istoric american, autor al lucrării China in the Tokugawa World.
- Amy Johnson (I), istoric american, istoria Egiptului modern
- Paul Johnson (1928–), istoric britanic, civilizația occidentală
- Gwyn Jones, istorie medievală
- Loe de Jong, istoria Țărilor de Jos.
- Sergei Karpov, istoria Bizanțului.
- Gregory J. Kasza, istoric american, autor al lucrării The State and the Mass Media in Japan, 1918–1945.
- Donald Kagan, istoria Greciei antice.
- John Keegan, (născut 1934), istoric englez, istorie militară
- George F. Kennan, (a.k.a. 'X'), diplomat și istoric  american, istoria relațiilor sovieto-americane
- Paul Kennedy, istoric britanic, autor al influentei lucrări The Rise and Fall of the Great Powers
- Ian Kershaw, istoria Germaniei
- Daniel J. Kevles, istoria științei
- France Kidrič, (1880–1950), istorie literară
- Vilen Khlgatyan, istoria Orientului Apropiat în Antichitate
- Gabriel Kolko
- Thomas Kuhn, (1922–1996), istoria științei

### L
- Leopold Labedz, sovietologie
- Emmanuel Le Roy Ladurie, istoric francez, precursor în domeniul microistoriei
- Michael Laffan, istoric irlandez
- David Lavender, (1910–2003), istoria Occidentului american
- Walter LaFeber, istoria diplomației
- Melvyn Leffler, relațiile internaționale moderne
- William Leuchtenburg, istorie politică și juridică americană
- Barbara Levick, istoric englez, împărații romani
- Li Ao, (născut 1935), istoric chinez
- Leon F. Litwack, istorie americană, istorie africano-americană
- James W. Loewen
- John Edward Lloyd

### M
- Sr. Margaret MacCurtain, medievist irlandez
- Charles B. MacDonald, al doilea război mondial
- K. B. McFarlane, medievist englez
- Robert Machray
- Thomas Madden
- Rosamond McKitterick
- Ramsay MacMullen
- Magnus Magnusson, Istoria Norvegiei
- Charles Maier
- Golo Mann (1909–1994)
- Robert Mann, istoric american al războiului din Vietnam
- Inga Markovits, autor al lucrării Imperfect Justice: An East-West German Diary.
- Timothy Mason, istoric al Germaniei naziste
- Tyrone G. Martin, constituția americană
- Rev. F.X. Martin, medievist irlandez
- Michael Marrus, istorie a francezilor și a evreilor
- William McNeill
- Laurence Marvin, istoric american, evul mediu francez
- Yoshihisa Tak Matsutaka, istoria Japoniei, secolul XX
- Garrett Mattingly, Europa pre-modernă
- Arno J. Mayer
- Richard Maybury, Statele Unite, în special cele două războaie mondiale, și Orientul Apropiat
- Friedrich Meinecke, istoric german
- Russell Menard, Colonial American.
- Barbara Metcalf, subcontinentul indian, musulmanii din India și Pakistan
- Perry Miller, istoric al intelectualității
- Hans Mommsen
- Wolfgang Mommsen
- Kenneth O Morgan
- Samuel Eliot Morison, istoric naval
- Benny Morris, istoria Orientului Mijlociu
- George Mosse, istorie germană, a evreilor, a fascismului și sexuală
- Roland Mousnier, Franța pre-modernă
- Lewis Mumford, (1895–1988).

### N-Q
- Lewis Bernstein Namier, istoric al Marii Britanii în secolul al XVIII-lea și istorie a diplomației în secolul al XX-lea
- Leo Niehorster, istoric militar
- Henry Newbolt, (1862–1938)
- Frank Ninkovich
- Ernst Nolte, controversat istoric german al fascismului și comunismului
- Robert Novick
- Heiko Oberman, istoric al Reformei
- Charles Oman, istoric militar al secolului al XIX-lea
- Gerard Oram, autor al lucrării Military Executions during World War I.
- Richard Overy, istoric al lumii moderne
- Steve Ozment
- Michael Parenti, analist politic al secolelor XX-XXI și istoric modernist/clasicist. Lucrarea Assasination of Julius Caesar a fost nominalizată pentru premiul Pulitzer.
- Thomas Paterson
- Peter Paret, istoric militar
- Geoffrey Parker, istoric militar al perioadei pre-moderne
- Amos Perlmutter
- Liza Picard, English, istoria Londrei
- Harry W. Pfanz, Războiul civil american
- Boris Piotrovski (1908-1990), istoria antică: Urartu și Sciția
- Richard Pipes, istoric american conservator, istoria Rusiei și a Uniunii Sovietice
- J. H. Plumb, (1911–2001), istoric britanic, secolul al XVIII-lea
- Roy Porter, (1946–2002), istoric britanic, istoria medicinei
- Eileen Power, Evul Mediu
- Ivan Prijatelj, (1875–1937), istoric literar
- Ludwig Quidde, (1858–1941), istoric și militant pacifist

### R
- Michele Rallo, istoric italian al fascismului
- Henry A. Reynolds, istoric al relațiilor dintre aborigenii și populația albă din Australia
- Jonathan Riley-Smith, cruciade
- Condoleezza Rice, istoria Rusiei și a Uniunii Sovietice
- Gerhard Ritter, istorie germană
- B. H. Roberts, (1857–1933), istoric și lider al mormonilor
- William L. Rodgers
- Sue Rabbitt Roff, istoric al științei americane, autor al lucrării Hotspots: The Legacy of Hiroshima and Nagasaki.
- Alex Roland, istoric al tehnologiei
- Ron Rosenbaum, autor al lucrării Explaining Hitler.
- Theodore Roosevelt, președinte și istoric american, Războiul din 1812, chestiunea frontierei
- Michael Rostovtzeff, istorie antică
- Hans Rothfels, istoric al Germaniei moderne
- Sheila Rowbotham, (născut 1943), istoric al feminismului și socialismului, autor al lucrării Women, Resistance and Revolution (1972).
- A. L. Rowse, (1903–1997).
- Miri Rubin, istoric social al Europei între 1100 și 1600
- R. J. Rummel, problema genocidului
- Steven Runciman, cruciade
- Conrad Russell, istoric al Marii Britanii în secolul al XVII-lea
- Cornelius Ryan, (1920–1974), istoric american, al doilea război mondial
- Boris Rybakov (1908-2001), conducător sovietic, adversar al teoriei "normaniste"

### S
- Abram L. Sachar, (1899–1993)
- J. Salwyn Schapiro, fascismul
- Dominic Sandbrook, (născut 1974), Britania modernă și Statele Unite ale Americii
- Usha Sanyal, istoria Asiei, Islam și Sufism, în special mișcarea Barelwi
- George Sarton, (1884–1956), istoria științei, Studiul Istoriei Științei.
- Norman Saul
- Michael Schaller
- Simon Schama, (născut 1945), istoric britanic și prezentator TV, istoria artei și europeană
- Arthur Schlesinger, Jr.
- Stephen Schwartz
- Howard Hayes Scullard (1903–1983), istoria antică
- Robert Service, istorie rusă și sovietică
- Kenneth Setton, cruciadele
- James J. Sheehan
- Michael Sherry
- William L. Shirer, istoric și jurnalist american, autor al lucrării Ascensiunea și căderea celui de-al treilea Reich
- Quentin Skinner
- Goldwin Smith, (1823–1910)
- Thomas C. Smith, (1917–2004), istoric japonez, autor al lucrării Originilor agrare ale Japoniei moderne
- Aleksandr Solzhenitsyn, (născut 1918), istoric și romancier rus
- Christy Jo Snider, istoric american
- Louis Leo Snyder, naționalismul german
- Albert Soboul, (1913–1982), Revoluția franceză
- Richard Southern, istoric al evului mediu
- Jonathan Spence, istoria populară chineză
- Jackson J. Spielvogel, Universitatea de stat Pennsylvania
- Kenneth Stampp, istoric american, autor al lucrării The Peculiar Institution: Slavery in the Ante-Bellum South
- David Starkey, (născut 1945), Tudor, istoric și prezentator TV
- Frank Stenton, Anglo-Saxon istoric
- Zeev Sternhell
- Lawrence Stone istoria timpurie britanică socială,economică și familială
- Norman Stone, istoria militară
- Hew Strachan, istoric militar
- Viktor Suvorov, istoric sovietic
- Ronald Syme, (1903–1989), istoria antică

### T
- J. L. Talmon ,(1916-1980), istoria modernă, autor al lucrării "Originile Democrației Totalitariane"
- A. J. P. Taylor, (1906–1990), istoric al relațiilor europene internaționale
- Antonio Tellez, 1921-2005, anarhismul spaniol și rezistența antifascistă
- Romila Thapar, (născut 1931), India antică
- Hugh Thomas, Războiul civil spaniol, Cuba, comerțul cu sclavi în zona atlantică
- E. P. Thompson, (1924–1993), Regatul Unit/britanic, Munca, istoric și activist al păcii , autor al lucrării Crearea clasei muncitorești engleze
- Elise Tipton, istoric american și australian, autor al lucrării Japanese Police State: Tokko in Interwar Japan.
- John Toland, (1912-2004), a câștigat în 1971 Pulitzer pentru lucrarea Soarele răsare.
- Conrad Totman, istoric american, a scris O istorie a Japoniei
- Arnold J. Toynbee, (1889–1975), Un studiu al istoriei
- Marc Trachtenberg, Istoria Războiului Rece
- George Macaulay Trevelyan, (1876–1962)
- Hugh Trevor-Roper, (1914–2003), istoric britanic, specialist în conducătorii naziști
- Barbara Tuchman, (1912–1989), istoric american, a scris lucrarea Joe Stillwell și experiența americană în China .
- Robert C. Tucker, Stalin
- Henry Ashby Turner Weimar și Germania nazistă
- Frederick Jackson Turner, (1861–1932), istoric american care a dezvoltat teza frontierei

### W-Z
- Retha M Warnicke, (născută 1939), istoria Tudorilor & problemele genului
- Eugen Weber, istoria Franței
- Cicely Veronica Wedgwood, (1910–1997)
- Hans-Ulrich Wehler, istoria germană
- Russell Weigley, istoria militară
- Lieselotte Welskopf-Henrich
- John Wheeler-Bennett istoria germană
- John Whyte, focalizat pe nordul Irlandei și pe societați divizate
- Robert Wiebe (1930-2000)
- Peter Booth Wiley, istoric american
- Eric Williams, (1911–1981), istoric din Noua Guinee, istoria caraibiană
- Glanmor Williams
- Mary Wilhelmine Williams
- William Appleman Williams
- Clyde N. Wilson, istoria americană în secolul al XIX-lea, John C. Calhoun, istoria Constituției americane, istoria Sudului, S.U.A., istoria politică
- Ian Wilson
- Heinrich August Winkler, (născut 1938) istoria germană
- Keith Windschuttle (1942-) istoria australiană & istoriografie
- John B. Wolf, istoria franceză
- Michael Wood
- C. Vann Woodward, (1908–1999), sudul Statelor Unite
- Robert M. Young, (născut 1935), istoric american, istoria medicinei si științe umane
- Natalie Zemon Davis, feministă si istoric al culturii, modernismul timpuriu al Frantei, film si istorie
- Howard Zinn, (născut 1922) istoric american, istoria tradițională a S.U.A., Opoziția în America

## diverși
- Pierre Vidal-Naquet, istoric și activist al drepturilor civile
- Henri Raymond Casgrain, preot, autor, istoric
- Justo Gonzalez, istoric si teolog
- Claude Mossé, (Ms), istoric
- Jean-Pierre Vernant, istoric
- Pierre Vilar, istoric
- Eberhard Kolb,  istoric german